# Glyptothorax striatus
Glyptothorax striatus és una espècie de peix de la família dels sisòrids i de l'ordre dels siluriformes.

## Morfologia
Els mascles poden assolir els 21,5 cm de llargària total.

## Distribució geogràfica
Es troba a l'Índia: Meghalaya i Sikkim.